# Liste des épisodes d'Amazing Spider-Man : Relaunch
Pour un article plus général, voir Liste des épisodes de Spider-Man.
La liste des épisodes d'Amazing Spider-Man : Relaunch est une liste de comic books autour du personnage de Spider-Man.

## Relaunch (#895 - #...)
| Numéro | Titre                    | Scénariste         | Dessinateur                  | Date de publication |
| --- | ------------------------ | ------------------ | ---------------------------- | ------------------- |
| |                          |                    |                              |                     |
| 1 (895) |                          | Zeb Wells          | John Romita Jr.              | Avril 2022          |
| Peter, à nouveau en bonne santé, retourne à sa vie civile. Mary Jane, qui a maintenant des enfants et vit en couple avec un certain Paul, ne veut plus lui parler. Randy lui annonce qu'il va se marier avec la fille de Tombstone. Ce dernier est victime d'un attentat organisé par la Rose. Il retrouve Peter pour lui demander d'en parler à Spider-Man. |                          |                    |                              |                     |
| |                          |                    |                              |                     |
| 2 (896) |                          | Zeb Wells          | John Romita Jr.              | Mai 2022            |
| Norman débarque chez Peter et lui demande de garder ses petits-enfants, les deux fils de Liz et Harry. Spider-Man interrompt à temps un marché entre la Rose et Tombstone, mais est mis K.O. par ce dernier. Il l'emmène dans son repaire. |                          |                    |                              |                     |
| |                          |                    |                              |                     |
| 3 (897) |                          | Zeb Wells          | John Romita Jr.              | Juin 2022           |
| Le mari de Mary Jane, Paul, se rend chez Peter pour exiger qu'il arrête d'appeler Mary Jane. Apprenant que Peter doit 1 500$ de frais d'hôpital, Paul paie à la place de Peter. Pendant ce temps, l'Araignée est torturée par Tombstone, qui veut qu'il arrête de se mêler de ses affaires. Pour donner une leçon à Spider-Man, Tombstone prévoit d'aller tuer des civils ainsi que Robbie Robertson. |                          |                    |                              |                     |
| |                          |                    |                              |                     |
| 4 (898) |                          | Zeb Wells          | John Romita Jr.              | Juin 2022           |
| La Chatte noire rend visite à Mary Jane, inquiète de la disparition récente de Peter. Tombstone fait venir Robby Robertson chez lui pour lui annoncer que leurs enfants vont se marier. Spider-Man croit que Robby a été enlevé. |                          |                    |                              |                     |
| |                          |                    |                              |                     |
| 5 (899) |                          | Zeb Wells          | John Romita Jr.              | Juillet 2022        |
| Tombstone, Hammerhead et plusieurs mafieux new-yorkais se réunissent pour partager leurs zones d'influence. La Chatte noire réussit à trouver Peter et lui demande ce qu'il lui arrive. Tombstone invite sa fille, Randy et Robbie à dîner. Peter va dîner chez tante May. |                          |                    |                              |                     |
| |                          |                    |                              |                     |
| 6 (900) |                          |                    |                              | Juillet 2022        |
| |                          | Zeb Wells          | Ed McGuinness                |                     |
| Un an auparavant, le Dr. Petty mène des fouilles pour déterrer le Living Brain. Peter arrive à l'heure à sa fête d'anniversaire, organisée par Norah Winters. J. Jonah Jameson n'est pas là ; il arrive une heure en retard, mais son corps est contrôlé par les tentacules du Dr. Octopus, qui dessinent le mot "HELP" dans un mur. Octopus a en fait été enlevé par celui qui se faisait passer pour le Dr. Petty, qui est une incarnation du Living Brain, se robot qui avait cherché (ASM #8) à découvrir l'identité de Spider-Man. Living Brain enlève les proches de l'Araignée pour leur soutirer son identité. Spider-Man suit les tentacules jusqu'à arriver à une usine désaffectée d'ICM, où il se bat contre un Sinister Adaptoid, une fusion des Sinister Six. Spider-Man s'allie avec les Sinister Six pour battre le Sinister Adaptoid. Toutefois, Spidey refuse de tuer le Living Brain ; ce dernier comprend que l'identité de Spider-Man est Spider-Man lui-même. Peter débranche la machine, et Felicia se charge de la mettre en lieu sûr. Elle souhaite un bon anniversaire à Peter et l'embrasse. |                          |                    |                              |                     |
| | (Better Late than Never) | Daniel Kibblesmith | David Lopez                  |                     |
| Peter va à la librairie municipale de New York pour rendre en retard des livres qu'il avait empruntés. |                          |                    |                              |                     |
| | (Spidey meets Jimmy)     | Jeff Loveness      | Todd Nauck                   |                     |
| Spider-Man est reçu par Jimmy Kimmel à son émission. |                          |                    |                              |                     |
| | (Save the Date)          | Dan Slott          | Marcos Martín                |                     |
| Cette histoire est un flashback de l'époque à laquelle Peter était au lycée. Il demande à Betty de l'accompagner à une soirée dansante, mais arrive deux heures en retard à cause d'une bataille contre le Bouffon. |                          |                    |                              |                     |
| |                          |                    |                              |                     |
| 7 (901) |                          | Zeb Wells          | John Romita Jr.              | Août 2022           |
| Tiana, la petite-fille du Vautour, annonce à son grand-père qu'elle est au courant des meurtres qu'il a connus. Le Vautour comprend que c'est Spider-Man qui lui a dit, et se jure de lui trancher la tête. Norman Osborn invite Peter au laboratoire de sa nouvelle entreprise de recherche en nouvelles technologies pour lui proposer un emploi. Peter rencontre Kamala Khan, qui y est stagiaire. Peter tombe nez à nez avec Mary Jane, qui travaille à la communication de New Krakoan Pharmaceuticals, une entreprise pharmaceutique qui a développé le médicament contre la neurodégénérescence qui a sauvé tante May. Peter comprend que Norman a invité Peter pour qu'il rencontre Mary-Jane, et lui ordonne de ne plus jamais se mêler de ses affaires. Il refuse l'offre d'emploi. Se balançant dans la ville, Spidey est attaqué par le Vautour, qui l'emmène au-dessus de Central Park, casse ses tireurs de toile, et le lâche dans le vide. |                          |                    |                              |                     |
| |                          |                    |                              |                     |
| 8 (902) |                          | Zeb Wells          | John Romita Jr.              | Août 2022           |
| Spider-Man réussit à vaincre le Vautour grâce au renfort envoyé par Norman Osborn. Une fois le combat fini, Peter accepte la proposition de Norman d'être embauché au sein d'Oscorp. |                          |                    |                              |                     |
| |                          |                    |                              |                     |
| 9 (903) |                          | Zeb Wells          | Patrick Gleason              | Septembre 2022      |
| Spider-Man se rend à Krakoa, une nation qui accueille les mutants du monde entier, pour participer au Hellfire Gala. Il y rencontre Wolverine et Mary Jane. Spider-Man apprend par l'intermédiaire de Cypher que Mary Jane est tenue en otage par Moira MacTaggert à Paris. Spider-Man et Wolverine s'y rendent et la délivrent. Mary Jane refuse de parler à Peter à cause de Paul. |                          |                    |                              |                     |
| |                          |                    |                              |                     |
| 10 (904) |                          | Zeb Wells          | Nick Dragotta                | Septembre 2022      |
| Un Céleste a été réveillé (cf. A.X.E. Judgment Day #4) et communique avec tous les humains : l'heure du jugement ayant sonné, ils seront jugés dans la journée qui suit pour leurs péchés, et doivent se faire pardonner de leurs péchés entre-temps. Alors que Peter est au téléphone avec Iron Man pour en savoir plus, Gwen Stacy frappe à sa porte, sans parler ; elle le suit toute sa journée, tandis qu'il va s'assurer que tante May va bien, va au Bugle pardonner Jonah Jameson, et se rend au travail à Oscorp. Peter finit par parler avec la projection de Gwen créée par le Céleste, et lui qu'elle lui apparaît car il s'est souvent demandé ce qu'elle aurait pensé du parcours qu'il a eu après sa mort ; il lui dit qu'il l'aime toujours. Le Céleste juge que Peter a mené une vie bonne, et en récompense, donne à Peter une minute avec la véritable Gwen. |                          |                    |                              |                     |
| |                          |                    |                              |                     |
| 11 (905) |                          | Zeb Wells          | John Romita Jr.              | Octobre 2022        |
| Le fils de Betty Brant et Ned Leeds, Winston, est enlevé par le Hobgoblin. Peter propose à Felicia un rendez-vous. Ned le retrouve et lui explique que Norman a été vu avec Roderick Kingsley, le véritable Hobgoblin. Il lui propose d'espionner Norman pour lui, mais Peter refuse. Norman lui dit que Kingsley le fait chanter pour lui avoir volé son empire financier ; ils doivent se voir dans quelques jours, près des docks. Peter lui propose de le protéger ce jour-là. Lors de la rencontre entre Norman et Kingsley, le Hobgoblin attaque. Pendant ce temps, quelqu'un endort Betty Brant. |                          |                    |                              |                     |
| |                          |                    |                              |                     |
| 12 (906) |                          | Zeb Wells          | John Romita Jr.              | Octobre 2022        |
| Betty soupçonne Ned Leeds d'être redevenu le Hobgoblin ; Spider-Man par à sa rencontre et discute avec lui, mais il est attaqué par le Hobgoblin. Au cours du combat, l'Araignée le démasque, révélant le visage de Roderick Kingsley ; mais à ce moment-là, un deuxième Hobgoblin apparaît, qui semble être Ned Leeds. |                          |                    |                              |                     |
| |                          |                    |                              |                     |
| 13 (907) |                          | Zeb Wells          | John Romita Jr.              | Novembre 2022       |
| Depuis son hôpital, où une employée d'Oscorp lui a déposé son ordinateur personnel, Norman suit le combat de Spider-Man contre le Hobgoblin et Ned Leeds. Il décide d'enfiler une armure de combat pour se rendre sur place, et sauve Peter in extremis. Kingsley s'échappe, et une ambulance vient récupérer Ned et Norman, qui remercie son assistante de lui avoir déposé son ordinateur ; mais il apprend que personne d'Oscorp n'a fait cela. Betty apprend à Peter que la machine utilisée par le Hobgoblin pour laver le cerveau de Ned n'a pas été trouvée sur place. La Queen Goblin est en fait derrière toute l'opération, et cherche à ce que Norman Osborn renoue avec ses péchés. |                          |                    |                              |                     |
| |                          |                    |                              |                     |
| 14 (908) |                          | Zeb Wells          | Michael Dowling et Kyle Hotz | Novembre 2022       |
| |                          |                    |                              |                     |
| |                          |                    |                              |                     |
| 15 (909) |                          |                    |                              |                     |
| |                          |                    |                              |                     |
| |                          |                    |                              |                     |
| 16 (910) |                          |                    |                              |                     |
| |                          |                    |                              |                     |
| |                          |                    |                              |                     |
| 17 (911) |                          |                    |                              |                     |
| |                          |                    |                              |                     |
| |                          |                    |                              |                     |

- Cet article est partiellement ou en totalité issu de l'article intitulé « Liste des épisodes de Spider-Man » (voir la liste des auteurs).